# سید مصطفی کاظمی (کرمانی)
سید مصطفی کاظمی (۱۲۶۶–۱۳۴۱ تهران) سیاستمدار و دولتمرد دوران پهلوی بود.
فرزند میرزا احمد کاظمی بود. پس از تحصیل در مدرسه سیاسی تهران به وزارت امورخارجه پیوست و چندی در مرکز اتاشه امور تشریفات بود. او از اعضای فعال حزب دموکرات بود. در سال ۱۲۹۰ که روسیه به ایران اولتیماتوم داد که در صورت ادامه کار مورگان شوستر مستشار آمریکایی مالیه، نیروهایش را بسوی تهران فرستاد، کاظمی بیرق یا مرگ یا استقلال در تهران در دست گرفت.
کاظمی سپس به وزارت معارف رفت و دو سال رئیس اداره معارف کرمان بود. در کرمان بود که ماجرای قرارداد ۱۹۱۹ پیش آمد. بر سر این مخالفت تا پای چوبه دار پیش رفت. او دستگیر و شش ماه در قزوین زندانی شد. کاظمی سپس به خدمت وزارت مالیه درآمد و از سال ۱۳۰۱ به علی‌اکبر داور نزدیک شد، در تأسیس حزب رادیکال او را همراهی کرد و برای به سلطنت رساندن رضا خان سردارسپه کوشید. پس از انقراض سلطنت قاجار و انتقال قدرت به رضاخان، عضو مجلس موسسانی شد که در آذر ۱۳۰۴ با تغییراتی در قانون اساسی، سلطنت پهلوی را رسمیت بخشید. سپس در انتخابات مجلس شورای ملی نامزد نمایندگی سیرجان شد.
انتخابات سیرجان به مشکل خورد. در ۲۴ اردیبهشت ۱۳۰۵ انتخابات در سراسر ایالت کرمان، به دستور مرکز و به این دلیل که در دوران حکومت نظامی انجام گرفته، متوقف و انتخابات این ایالت در ماه‌های آبان و آذر برگزار شد رقیب کاظمی در این انتخاب احمد بدر وزیر معارف بود. والی کرمان و خوانین اسفندیاری از بدر حمایت می‌کردند و حکومت محلی سیرجان از کاظمی، ناظران انتخابات یک بار بدر را برنده انتخابات اعلام کردند اما پس از آنکه با فشار حکومت استعفا دادند، ناظران بعدی، کاظمی را برنده اعلام کردند. مجلس برای حل اختلاف، بازرس فرستاد که سرانجام با طرح موضوع در یکی از شعبه‌های مجلس رأی به صدور اعتبارنامه برای کاظمی صادر شد و او به مجلس رفت. اما هنگام طرح اعتبارنامه‌اش، دوباره موضوع صحت انتخابات پیش‌کشیده شد که چند جلسه در مجلس محور بحث و جنجال بود و در نهایت، به رد اعتبارنامه او در ۲۷ فروردین ۱۳۰۶ انجامید.
پس از ناکامی کاظمی در نمایندگی مجلس، علی‌اکبر داور او را در شانزدهم خرداد ۱۳۰۶ به عنوان معاون خود در وزارت عدلیه به مجلس معرفی کرد. کاظمی سپس با داور به وزارت مالیه رفت و آنجا نیز معاون وزیر بود. در سال ۱۳۱۱ والی کرمان و بلوچستان شد. پس از یک سال و چند ماه، داور او را دادستان دیوان محاسبات کرد که چند سال در این سمت ماند.
در نخستین انتخابات که پس از سقوط رضاشاه برگزار شد، کاظمی به نمایندگی کرمان انتخاب شد. در سال ۱۳۳۲ نیز استاندار کرمان شد.